# Phantom Antichrist
Phantom Antichrist (Anticristo Fantasma) es el decimotercer álbum de estudio de la banda de thrash metal alemán Kreator, lanzado al mercado en junio de 2012 a través de la compañía discográfica Nuclear Blast.
La edición digipack incluye un DVD extra con documentales sobre la realización del álbum y un conjunto de actuaciones en vivo realizados en los festivales Wacken Open Air en 2008 y en 2011. 
Una versión limitada del álbum está disponible a través de la tienda de Nuclear Blast en línea, que viene en una caja metálica que contiene la versión CD + DVD del álbum, un disco en directo exclusivo llamado Harvesting The Grapes of Horror, como el que contiene el audio en vivo del DVD, una camiseta roja con el logotipo de la banda y el título del álbum, una tarjeta fotográfica firmada por Mille Petrozza, un cartel A1 de la portada del álbum, y un certificado de autenticidad numerado.
El título del álbum fue lanzado como una edición limitada del séptimo sencillo en vinilo, que se agotó muy rápidamente. Desde entonces se ha lanzado digitalmente el lado B en una cubierta exclusiva de «The Number of The Beast», por Iron Maiden.

## Lista de canciones
| N.º | Título                           | Duración |  |
| 1.  | «Mars Mantra»                    | 1:18     |  |
| 2.  | «Phantom Antichrist»             | 4:31     |  |
| 3.  | «Death to the World»             | 4:53     |  |
| 4.  | «From Flood Into Fire»           | 5:26     |  |
| 5.  | «Civilization Collapse»          | 4:13     |  |
| 6.  | «United in Hate»                 | 4:31     |  |
| 7.  | «The Few, the Proud, the Broken» | 4:37     |  |
| 8.  | «Your Heaven, My Hell»           | 5:53     |  |
| 9.  | «Victory Will Come»              | 4:14     |  |
| 10. | «Until Our Paths Cross Again»    | 5:49     |  |
| 11. | «Iron Destiny» (Japan exclusive) | 4:31     |  |

| Bonus DVD | |          |  |
| N.º       | Título | Duración |  |
| 1.        | «Conquerers of the ice – The making of Phantom Antichrist» (Dirigido por Matthias Kollek)                                                   | 20:00    |  |
| 2.        | «Harvesting The Grapes of Horror» (En vivo en Open Air in 2011 and 2008 - Véase la lista de pistas del CD a continuación de las canciones.) | 55:00    |  |

| Harvesting The Grapes of Horror mailorder exclusive bonus CD |                                                                                   |          |  |
| N.º                                                          | Título                                                                            | Duración |  |
| 1.                                                           | «Choir of The Damned» (En vivo en Wacken Open Air 2011)                           | 0:40     |  |
| 2.                                                           | «Hordes of Chaos» (En vivo en Wacken Open Air 2011)                               | 5:21     |  |
| 3.                                                           | «War Curse» (En vivo en Wacken Open Air 2011)                                     | 5:01     |  |
| 4.                                                           | «Coma of Souls / Endless Pain» (En vivo en Wacken Open Air 2011)                  | 4:09     |  |
| 5.                                                           | «Pleasure To Kill» (En vivo en Wacken Open Air 2011)                              | 3:15     |  |
| 6.                                                           | «Destroy What Destroys You» (En vivo en Wacken Open Air 2011)                     | 3:26     |  |
| 7.                                                           | «The Patriarch» (Live at Wacken Open Air 2008)                                    | 0:52     |  |
| 8.                                                           | «Violent Revolution» (En vivo en Wacken Open Air 2008)                            | 5:17     |  |
| 9.                                                           | «People of The Lie» (En vivo en Wacken Open Air 2008)                             | 4:49     |  |
| 10.                                                          | «Europe After The Rain» (En vivo en Open Air 2008)                                | 3:50     |  |
| 11.                                                          | «Phobia» (En vivo en Wacken Open Air 2011)                                        | 3:32     |  |
| 12.                                                          | «Terrible Certainity / Reconquering The Throne» (En vivo en Wacken Open Air 2011) | 6:04     |  |
| 13.                                                          | «Flag of Hate / Tormentor» (En vivo en Wacken Open Air 2011)                      | 7:35     |  |

## Créditos y personal
Phantom Antichrist personal de los álbumes, adaptación de las notas de CD lineales, son:
Miembros
- Miland 'Mille' Petrozza – Vocalista, Guitarrista
- Sami Yli-Sirniö – Guitarrista, Coros
- Christian Giesler – Bajo
- Jürgen 'Ventor' Reil – Baterista

Producción
- Jens Bogren - Mezcla de audio (música grabada), grabación de sonido y reproducción, el productor en Fascination Street Studios, Suecia.
- Ted Jenson - Masterización de audio en Sterling Sound, Nueva York.
- Johan Örnborg - Grabación de Sonido y reproducción.

Arte
- Wes Benscotter - Ilustración de la portada.
- Jan Meininghaus - Ilustraciones de la cubierta adicional, diseño de folleto.
- Heile for Heilemania - fotos de la banda.